# SN 2007ct
SN 2007ct – supernowa typu II odkryta 28 czerwca 2007 roku w galaktyce NGC 6944A. W momencie odkrycia miała maksymalną jasność 18,10m.